# Roder (Kall)
Roder ist der südlichste Ortsteil der Gemeinde Kall im nordrhein-westfälischen Kreis Euskirchen.

## Geografische Lage
Roder liegt umgeben von Wald im  deutsch-belgischen Naturpark Hohes Venn-Eifel. Benachbarte Orte sind mit Benenberg (1300 m), Krekel (800 m) und Rüth (1100 m) Ortsteile der Gemeinde Kall, mit Marmagen (3800 m) ein Ortsteil der Gemeinde Nettersheim sowie mit Paulushof (1500 m), Hecken (1700 m) und Wildenburg (2700 m) Ortsteile der Gemeinde Hellenthal. Südlich von Roder erstreckt sich der Zitterwald nach Belgien, ein ausgedehntes und zusammenhängendes Waldgebiet.
Etwa 250 m nordöstlich der Ortsmitte entspringt der Krekeler Bach, der sich unterhalb von Hecken mit dem Rinderfeldbach vereinigt und als Manscheider Bach bis zur Einmündung in den Reifferscheider Bach – einen Zufluss der Olef – bei Wiesen fließt. In gleicher Entfernung fließt an der Südseite des Ortes von Ost nach Südwest der Läussiefen an Roder vorbei, vereinigt sich rund 700 m südwestlich des Ortes mit dem Krummenbach zum Schwarzebach, dem späteren Rinderfeldbach.

## Geschichte
Der seit 1759 belegte Ortsname Roder entstand aus der Pluralform von Rod, abgeleitet von Rodung. Nach Mürkens hieß der Ort noch im 18. Jahrhundert in der Dativform Rodderen und wäre danach eine Ansiedlung zu den Rodestellen.
Kirchlich gehörte Roder von Alters her zu Steinfeld, seit der Erhebung der Filiale in Krekel zur Pfarre im Jahr 1858 zur Pfarrei St. Barbara. Verwaltungstechnisch war Roder während der französischen Zeit von 1794 bis 1815 Teil der Mairie Wahlen im Canton Reifferscheid, der zum Arrondissement Prüm im Saardepartement zählte. Als Folge des Wiener Kongresses fiel es 1815 an Preußen und gehörte nunmehr der Bürgermeisterei Wahlen im Kreis Blankenheim (1816–1818) und nachfolgend den Kreisen Gemünd (bis 1829) und Schleiden bis 1969 an. Im Zuge der Kommunalreform 1969 gelangte der Ort schließlich an die Gemeinde Kall im Kreis Euskirchen.
An der Ecke Forstweg / Ulmenweg findet sich ein Gedenkkreuz für die während des Ersten und Zweiten Weltkriegs gefallenen Bewohner. In direkter Nachbarschaft dazu sprudelt der Dorfbrunnen, die Roder-Quelle. In der Liste der Baudenkmäler in Kall sind für Roder zwei Baudenkmale aufgeführt: das benannte Gedenkkreuz und die Fachwerkwinkelhofanlage Forstweg 2.

## Verkehr
- Anbindung Bundesstraße 258 (Entfernung ca. 800 m).
- Anbindung Bundesautobahn 1, Anschlussstelle Nettersheim (Entfernung 15 Kilometer).
- Nächstgelegene Bahnhöfe an der Bahnstrecke Köln-Trier: Kall (ca. 12 km), Urft (ca. 9 km), Nettersheim (ca. 11,5 km) bzw. Blankenheim-Wald (ca. 6 km)

Über die als TaxiBusPlus verkehrende Linie 885 des VRS wird Roder durch den ÖPNV erschlossen. 
| Linie | Verlauf |
| ----- | --- |
| 885   | MiKE (außer im Schülerverkehr): Manscheid – Wildenburg – Benenberg – (Krekel – Rüth – Roder –) Sistig – (Frohnrath –) Rinnen – Sötenich – Kall Bf |